# Таранто (округ)
Округ Таранто (итал. Provincia di Taranto) је округ у оквиру покрајине Апулија у источној Италији. Седиште округа покрајине и највеће градско насеље је истоимени град Таранто.
Површина округа је 2.430 км², а број становника 580.497 (2008. године).

## Природне одлике
Округ Таранто чини јужни део историјске области Апулије. Он се налази у источном делу државе, са изласком на Јонско море (Тарантски залив) на југу округа. Тло у округу је махом равничарско, веома плодно уз стално наводњавање (жита, воће). У крајње западном делу округа тло је брдовито, предапенинско и то подручје узгоја маслина и винове лозе.

## Становништво
По последњим проценама из 2008. године у округу Таранто живи преко 580.000 становника. Густина насељености је веома велика, близу 240 ст/км². Јужна, приморска половина округа је знатно боље насељена, нарочито око града Таранта. Северни део је ређе насељен и слабије развијен.
Поред претежног италијанског становништва у округу живе и известан број досељеника из свих делова света.

## Општине и насеља
У округу Таранто постоји 29 општина (итал. Comuni).
Најважније градско насеље и седиште округа је град Таранто (194.000 ст.) у јужном делу округа. Други по величини је град Мартина Франка (49.000 ст.) у северном делу округа.